# Michael Wouters
Michael Wouters ist ein niederländischer Schauspieler, Filmschaffender und Komponist.

## Leben
Wouters spricht neben seiner Muttersprache Niederländisch fließend Englisch, Deutsch und Französisch. Er studierte Jazzklavier am Utrechts Conservatorium mit Nebenfach Schauspiel. Nach seinem Umzug in die USA lernte er in Los Angeles bei Anthony Meindl und Jenny Krater Schauspiel. Anschließend sammelte er in Werbespots und Kurzfilmen erste Erfahrungen vor der Kamera.
2014 feierte Wouters sein Filmschauspieldebüt im Film Schaduwspel. 2016 stellte er in drei Episoden der Fernsehserie Traif: An Unkosher Series die Rolle des Philippe dar. 2017 war er als einer der Hauptdarsteller im Film Despair zu sehen. Im selben Jahr stellte er im Kriegsfilm Operation Dünkirchen den Antagonisten, den SS-Hauptmann Strasser dar. Bei der Darstellung des Charakters kamen ihm seine Deutschkenntnisse zugute. 2019 hatte er eine Nebenrolle im Film Penoza – Die Rächerin inne. 2021 spielte er im Fernsehfilm Malicious Motives die Rolle des Dan.
Als Filmschaffender übernahm Wouters verschiedene Tätigkeiten bei mehreren Kurzfilmen. Im Juni 2020 erschien mit Sunday Morning Jams, Vol. 1 sein erstes Studioalbum. In den nächsten zwei Jahren folgten drei Fortsetzungen.

## Filmografie (Auswahl)

### Schauspiel
- 2013: ParodyX (Fernsehserie, 2 Episoden, verschiedene Rollen)
- 2013: Beloftes (Kurzfilm)
- 2014: Tiemen (Kurzfilm)
- 2014: Schaduwspel
- 2014: Herman (Kurzfilm)
- 2014: SHORT (Kurzfilm)
- 2014: Nine Fifty-Seven (Kurzfilm)
- 2015: Kelly (Kurzfilm)
- 2015: Dutch & Georgia (Kurzfilm)
- 2015: Goedenavond, dames en heren (Fernsehserie, Episode 1x04)
- 2015: Bundle of Joy (Kurzfilm)
- 2016: Traif: An Unkosher Series (Fernsehserie, 3 Episoden)
- 2016: Significant Others (Kurzfilm)
- 2016: Sins of the Guilty
- 2016: Cocktail D’Amore (Kurzfilm)
- 2017: Jaeger (Kurzfilm)
- 2017: Despair
- 2017: Blow (Kurzfilm)
- 2017: Operation Dünkirchen (Operation Dunkirk)
- 2017: The Mandela Effect (TME) (Kurzfilm)
- 2019: Penoza – Die Rächerin (Penoza: The Final Chapter)
- 2021: Malicious Motives (Fernsehfilm)

### Filmschaffender
- 2014: Busted (Kurzfilm; Komposition)
- 2015: Dutch & Georgia (Kurzfilm; Produzent, Komposition, Filmschnitt)
- 2015: Bundle of Joy (Kurzfilm; Produzent, Komposition, Filmschnitt, Drehbuch, Regie)
- 2016: Cocktail D’Amore (Kurzfilm; Produzent)
- 2017: Blow (Kurzfilm; Produzent, Komposition, Filmschnitt)
- 2017: The Mandela Effect (TME) (Kurzfilm; Komposition, Filmschnitt, Drehbuch)

## Diskografie (Auswahl)
- 2020: Sunday Morning Jams, Vol. 1, Veröffentlichungsdatum 5. Juni 2020
- 2020: Sunday Morning Jams, Vol. 2, Veröffentlichungsdatum 1. Oktober 2020
- 2020: Sunday Morning Jams (Xmas Album), Veröffentlichungsdatum 1. Dezember 2020
- 2021: Sunday Morning Jams, Vol. 3, Veröffentlichungsdatum 26. August 2021
- 2022: Sunday Morning Jams, Vol. 4, Veröffentlichungsdatum 21. September 2022